# Bernard Wancke
Bernard Wancke (24. října 1651, Olomouc – 22. ledna 1714 Olomouc), byl řeholník, člen premonstrátského řádu, opat Klášterního Hradiska u Olomouce.

## Život
Rodák z Olomouce, vstoupil v roce 1670 do premonstrátského řádu, vystudoval filozofii a teologii na olomoucké jezuitské univerzitě. V roce 1677 byl vysvěcen na kněze. V roce 1678 byl jmenován domácím profesorem filozofie, jehož úkolem bylo připravovat studenty, kteří se chtěli stát členy premonstrátského řádu, na studia teologie. Dále pokračoval v doplňování svého vzdělání a v roce 1682 byl na olomoucké univerzitě promován doktorem teologie. Jeho kariéra šla strmě vzhůru, protože již v roce 1683 se stal převorem na Klášterním Hradisku, tedy přímým opatovým zástupcem, když v této funkci setrval dlouhých 26 let. Bylo to v éře opata Norberta Želeckého z Počenic. Když v roce 1709 Želecký zemřel, stal se sám opatem premonstrátského kláštera v Hradisku u Olomouce. Touto volbou se stal jedním z nejpřednějších moravských prelátů, zasedal jako virilista na zemském sněmu, plnil roli představeného i pozemkové vrchnosti. Na pozici opata setrval pouhé 4 roky, protože v lednu 1714 zemřel.

## Jeho činnost ve funkci opata
Byl vzdělaným mnichem, intelektuálně a zároveň i organizačně schopným člověkem. Během své krátké opatské vlády nechal v obci Těšetice u Olomouce vystavět kostel sv. Petra a Pavla, byl stavebníkem kostela sv. Jana Křtitele v Olšanech či sv. Vavřince ve Štěpánově. Velký vztah si převor a později opat vybudoval i k poutnímu místu na sv. Kopečku, které se snažil za značných finančních prostředků zvelebovat. V jeho době se navíc moravští premonstráti museli podílet na obnově řeholního života v Uhrách, v územích odkud byli vytlačeni Turci. Zároveň se věnoval hradišťskému klášternímu archivu. Souhrnně lze hodnotit dobu opatů Želeckého a Wanckeho jako dobu prosperity premonstrátské kanonie na Klášterním Hradisku.

## Dílo
- WANCKE Bernard, Mons Praemonstratus Online Archivováno 29. 12. 2021 na Wayback Machine., Johann Joseph Kylian, Olomouc, 1679. [24], 423, [9], [4].

Elektronická kniha v katalogu Vědecké knihovny v Olomouci, digitalizována v rámci služby eBooks on Demand.